# مؤسسة تكافل الخيرية
مؤسسة تكافل الخيرية مؤسسة حكومية سعودية تقدم الدعم المادي والمعنوي للطلاب والطالبات المحتاجين في مدارس المملكة العربية والسعودية، وصدرت الموافقة على إنشائها في شهر رمضان من عام 1431هـ، وسجلت بوزارة الشؤون الاجتماعية، وتحطى بدعم كبير من خادم الحرمين الشريفين.
وكان وزير الشؤون الاجتماعية قد وافق عام 1429هـ (2008م) على طلب وزارة التعليم بتأسيس مؤسسة تكافل الخيرية لمنسوبي ومنسوبات وزارة التعليم، على أن يكون مقرها الرئيسي مدينة الرياض وتشمل خدماتها كافة مناطق ومحافظات السعودية.

## الأهداف
- الهدف الرئيسي لمؤسسة تكافل الخيرية هو دعم الطلاب بما يضمن استمرار إكمال تعليمهم.
- تقديم دعم مالي ومعنوي للطلبة والطالبات المحتاجين في مدارس المملكة العربية السعودية.[3]

## المشاريع والمبادرات
- (الإعانة المالية): تقدم المؤسسة إعانة مالية لطلاب وطالبات التعليم العام المحتاجين بداية كل فصل دراسي تشمل ثلاثة برامج رئيسية هي: (الكسوة، الوجبة، الحقيبة المدرسية)، ويستفيد منها ما يقارب 270 ألف طالب وطالبة موزعي على ما يقارب 20 ألف مدرسة. والإعانة المالية هي أكبر مشاريع المؤسسة ويخصص لها مبالغ سنوية.
- (وجبتي): وتقدم لسد احتياجات الطلاب والطالبات الضرورية في المدارس التي تقع على الحد الجنوبي للسعودية في مناطق نائية، وذلك بتوفير وجبة غذائية مدرسية، وتغطي هذه المبادر أكر من 669 مدرسة يدرس بها أكر من 50 ألف طالب وطالبة.
- (كسوتي): يهدف المشروع لتأمين الكسوة لطلاب وطالبات القرى النائية، لاسيما التي تنخفض فيها درجات الحرارة في الشتاء، وتشارك بعض المؤسسات والشركات الوطنية في تكاليف تأمين الكسوة كمشاركة مجتمعية. وبلغ ما زوعته المؤسسة في الأعوام الماضية قرابة 35.638 كسوة للطلاب والطالبات.[4]